# Neue Bündner Zeitung (1860–1865)
Die Neue Bündner Zeitung war eine staatskritische, deutschsprachige Tageszeitung für Graubünden, hergestellt in Chur vom Verlag «Senti & Hummel». Sie erschien von 1860 bis 1865 als Nachfolgerin des Blattes Die Rheinquellen. – Für die gleichnamige Zeitung aus jüngerer Zeit, siehe Neue Bündner Zeitung (1892–1974).

## Geschichte

### Graubünden erhält ein Qualitätsblatt
Nachdem die Zeitung «Die Rheinquellen» gescheitert war, lancierte ihr Verlag mit neuer Redaktion die «Neue Bündner Zeitung». Diese hatte beim Publikum mehr Erfolg als ihre Vorgängerin. Gelobt wurde ihre publizistische Qualität. Candreia beschreibt es rückblickend mit spürbarem Behagen: «Die Zeitung gehört zu den bestredigierten des ganzen 19. Jahrhunderts, behandelt in zahlreichen Leitartikeln viele öffentliche Fragen in schöner Form und stets noblem Tone ohne gehässige Polemik mit anderen gleichzeitigen Tagesblättern, ist durch zahlreiche Korrespondenten auf dem Lande gut informiert über Naturereignisse und die stets wiederkehrenden Erscheinungen des Volkslebens, bewegt sich auch mit Vorliebe auf dem Gebiete der Landeskunde und der vaterländischen Geschichte.»

### Einsatz gegen einen zentralisierten Staat
Weltanschaulich trat die «Neue Bündner Zeitung» unter anderem ein für die Selbstverwaltung der Gemeinden, heute würde man sagen für die Subsidiarität. Sie stellte sich gegen die damals aufkommende Tendenz, die Bundesregierung in Bern und die kantonale Verwaltung in Chur mit mehr Kompetenzen auszustatten. Diese Haltung wurde schon damals als «liberal-konservativ» bezeichnet. Präziser ist die Bezeichnung «staatskritisch».

### Abgang ohne Angabe von Gründen
Schon 1865 stellte die «Neue Bündner Zeitung» ihr Erscheinen wieder ein. Dieser Schritt erfolgte unerwartet und überraschend. Die Gründe wurden im Blatt nicht erläutert. Foppa weist darauf hin, dass kurz zuvor der Verleger Hummel verstorben war, wonach sich der Verlag «Senti & Hummel» als «Senti & Casanova» neu formiert hat. Doch inwiefern dieser Verlagswechsel mit der Schliessung der Zeitung zusammenhing, ist bislang unbekannt geblieben.